# جيرغانا سلافشيفا
جيرغانا سلافشيفا مواليد 20 أكتوبر 1979 في صوفيا، هي لاعبة كرة سلة بلغارية سابقة. بدأت مسيرتها الاحترافية في سنة 1998. تم اختيارها من قبل فريق فينيكس ميركوري خلال الدرافت. اعتزلت اللعب في 2013.

## المسيرة الاحترافية
لعبت مع فينيكس ميركوري في سنة 2002، ثم لعبت مع نادي فيتشنزا لكرة السلة للسيدات في موسم 2005–2006، ثم لعبت مع نادي كومنسي لكرة السلة للسيدات من سنة 2007 إلى 2009، ثم لعبت مع نادي ليبرتاس تروجيلوس لكرة السلة في موسم 2010–2011، ثم لعبت مع نادي بارما لكرة السلة للسيدات من سنة 2011 إلى 2013.

## روابط خارجية
- جيرغانا سلافشيفا على موقع الاتحاد الدولي لكرة السلة (الإنجليزية)
- جيرغانا سلافشيفا على موقع الاتحاد الوطني لكرة السلة النسائية (الإنجليزية)
- جيرغانا سلافشيفا على موقع كرة السلة الأوروبية.كوم (الإنجليزية)
- جيرغانا سلافشيفا على موقع كلية كرة السلة في سبورتس رفرنس.كوم (الإنجليزية)
- جيرغانا سلافشيفا على موقع بروبوليرز (الإنجليزية)
- جيرغانا سلافشيفا على موقع سبورتس رفرنس (الإنجليزية)